# 佐治孝徳

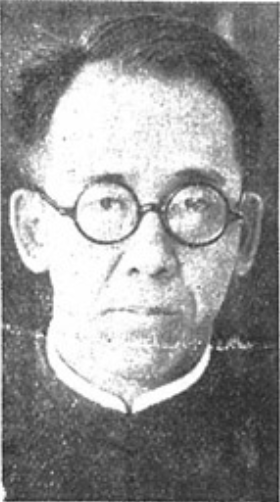
佐治孝徳

佐治 孝徳（さじ たかのり、1899年（明治32年）2月20日 - 1953年（昭和28年）4月1日）は、昭和時代前期の台湾総督府官僚。台東庁長。

## 経歴・人物
高知県安芸郡奈半利町に生まれる。第四高等学校を経て、1920年（大正9年）東京帝国大学法学部政治科に入学。1923年（大正12年）同大を卒業。在学中の1922年（大正11年）11月に高等試験に合格し、台湾総督府に奉職し台北州属となった。
高雄州警務課長、台北州七星郡守、新竹州内務部地方課長、台湾総督官房審議室勤務、台湾総督府事務官、台湾総督府営林所庶務課長、台北州内務部長、台中州内務部長、台東庁長、台湾総督府専売局参事・専売局庶務課長兼樟脳課長を経て、1942年（昭和17年）7月、台湾総督府専売局長に就任した。